# Brändön
Brändön es una localidad perteneciente al municipio de Luleå, condado de Norbotnia, provincia de Norbotnia, Suecia.

## Superficie
Cuenta con una superficie de 0,9800 kilómetros cuadrados.

## Demografía
Hasta 2020 la población era de 338 habitantes, con una densidad de población de 344,9 habitantes por kilómetro cuadrado. Con una estructura demográfica conformada por 168 hombres que representan el 49,7% y 170 mujeres para un 50,3% de la población total. De estos, el 29% corresponden a menores de edad y personas de 0-19 años, 51,5% a personas entre 20-64 años y el 19,5% a personas de 65 o más años.
| Gráfica de evolución demográfica de Brändön entre 1995 y 2020 |
|                                                               |
| Datos según la Oficina Central de Estadísticas de Suecia.     |